# العلاقات البحرينية المارشالية
العلاقات البحرينية المارشالية هي العلاقات الثنائية التي تجمع بين البحرين وجزر مارشال.

## مقارنة بين البلدين
هذه مقارنة عامة ومرجعية للدولتين:
| وجه المقارنة                                              | البحرين       | جزر مارشال                     |
| --------------------------------------------------------- | ------------- | ------------------------------ |
| المساحة (كم2)                                             | 765           | 181                            |
| عدد السكان (نسمة)                                         | 1.49 مليون    | 53.13 ألف                      |
| الكثافة السكانية (ن./كم²)                                 | 194.77 ألف    | 29.35 ألف                      |
| العاصمة                                                   | المنامة       | ماجورو                         |
| اللغة الرسمية                                             | اللغة العربية | لغة إنجليزية، اللغة المارشالية |
| العملة                                                    | دينار بحريني  | دولار أمريكي                   |
| الناتج المحلي الإجمالي (بليون دولار)                      | 35.31 مليار   | 199.40 مليون                   |
| الناتج المحلي الإجمالي (تعادل القوة الشرائية) بليون دولار | 64.16 مليار   | 207.25 مليون                   |
| الناتج المحلي الإجمالي الاسمي للفرد دولار أمريكي          | 22.60 ألف     | 3.38 ألف                       |
| الناتج المحلي الإجمالي للفرد دولار أمريكي                 | 45.50 ألف     | 3.80 ألف                       |
| مؤشر التنمية البشرية                                      | 0.824         |                                |
| رمز المكالمات الدولي                                      | +973          | +692                           |
| رمز الإنترنت                                              | .bh           | .mh                            |
| المنطقة الزمنية                                           | ت ع م+03:00   | ت ع م+12:00                    |

## منظمات دولية مشتركة
يشترك البلدان في عضوية مجموعة من المنظمات الدولية، منها:
| علم المنظمة | اسم المنظمة                   | تاريخ انضمام البحرين | تاريخ انضمام جزر مارشال |
| ----------- | ----------------------------- | -------------------- | ----------------------- |
|             | مؤسسة التمويل الدولية         | 22 سبتمبر 1995       | 23 سبتمبر 1992          |
|             | منظمة الشرطة الجنائية الدولية | ?                    | ?                       |
|             | الأمم المتحدة                 | 21 سبتمبر 1971       | 17 سبتمبر 1991          |
|             | البنك الدولي للإنشاء والتعمير | 15 سبتمبر 1972       | 21 مايو 1992            |
|             | يونسكو                        | 18 يناير 1972        | 30 يونيو 1995           |
|             | منظمة حظر الأسلحة الكيميائية  | ?                    | ?                       |
|             | الاتحاد الدولي للاتصالات      | 1975                 | 22 فبراير 1996          |

## وصلات خارجية
- موقع وزارة الخارجية البحرينية